# جوزيف بانتسيل
جوزيف بانتسيل (مواليد 1 فبراير 1998) هو لاعب كرة قدم غاني يلعب في مركز خط الوسط في نادي جينك.